# 돔 헤밍웨이
돔 헤밍웨이(Dom Hemingway)는 영국에서 제작된 리처드 쉐퍼드 감독의 2013년 코미디, 범죄, 드라마 영화이다. 주드 로 등이 주연으로 출연하였다.

## 출연

### 주연
- 주드 로
- 리차드 E. 그랜트
- 데미안 비쉬어
- 에밀리아 클라크
- 주메인 헌터
- 케리 콘돈